# Talita Baqlah
Talita Baqlah (em árabe: تاليتا بقلة; Pecica, 14 de outubro de 1995) é uma nadadora jordaniana, nascida na Romênia.

## Carreira

### Rio 2016
Baqlah competiu nos 50 m livre feminino nos Jogos Olímpicos de Verão de 2016, sendo eliminada nas eliminatórias.